# 2847 Parvati
2847 Parvati је астероид главног астероидног појаса са средњом удаљеношћу од Сунца која износи 2,169 астрономских јединица (АЈ).
Апсолутна магнитуда астероида је 12,5.